# Campionato Dilettanti Veneto 1958-1959
Il Campionato Nazionale Dilettanti 1958-1959 è stato il V livello del campionato italiano. A carattere regionale, fu il secondo campionato dilettantistico con questo nome, e il settimo se si considera che alla Promozione fu cambiato il nome assegnandogli questo.
Questi sono i gironi organizzati dalla Lega Regionale Veneta per la regione Veneto.

## Girone A

### Squadre partecipanti
| Squadra                    | Città (provincia)                  | Stagione 1957-1958 |
| -------------------------- | ---------------------------------- | ------------------ |
| G.S. Ambrosiana            | Sant'Ambrogio di Valpolicella (VR) |                    |
| A.S. Aquila Valeggio       | Villafranca di Verona (VR)         |                    |
| A.C. Bovolone              | Bovolone (VR)                      |                    |
| U.S. Cadidavid             | Verona                             |                    |
| U.S. Juventina             | Monteforte d'Alpone (VR)           |                    |
| U.S. Libertas Caldiero     | Caldiero (VR)                      |                    |
| A.S. Minerbe               | Minerbe (VR)                       |                    |
| A.S. Nogara                | Nogara (VR)                        |                    |
| A.C. Pescantina            | Pescantina (VR)                    |                    |
| A.C. Sambonifacese         | San Bonifacio (VR)                 |                    |
| A.S. San Giovanni Lupatoto | San Giovanni Lupatoto (VR)         |                    |
| A.C. San Zeno              | Verona                             |                    |
| U.S. Soave                 | Soave (VR)                         |                    |
| A.C. Zevio                 | Zevio (VR)                         |                    |

### Classifica finale
|  | Pos. | Squadra               | Pt | G  | V  | N  | P  | GF | GS | DR  |
|  | ---- | --------------------- | -- | -- | -- | -- | -- | -- | -- | --- |
|  | 1.   | Libertas Caldiero     | 42 | 26 | 19 | 4  | 3  | 68 | 21 | +47 |
|  | 2.   | Sambonifacese         | 39 | 26 | 17 | 5  | 4  | 72 | 31 | +41 |
|  | 3.   | Bovolone              | 37 | 26 | 17 | 3  | 6  | 80 | 29 | +51 |
|  | 4.   | Juventina             | 32 | 26 | 15 | 2  | 9  | 56 | 39 | +17 |
|  | 5.   | San Giovanni Lupatoto | 31 | 26 | 13 | 5  | 8  | 46 | 39 | +7  |
|  | 6.   | Minerbe               | 30 | 26 | 13 | 4  | 9  | 60 | 38 | +22 |
|  | 7.   | San Zeno              | 29 | 26 | 11 | 7  | 8  | 47 | 44 | +3  |
|  | 8.   | Soave                 | 24 | 26 | 10 | 4  | 12 | 44 | 47 | -3  |
|  | 8.   | Pescantina            | 24 | 26 | 6  | 12 | 8  | 42 | 50 | -8  |
|  | 10.  | Aquila Valeggio       | 23 | 26 | 9  | 5  | 12 | 49 | 52 | -3  |
|  | 11.  | Ambrosiana            | 16 | 26 | 5  | 6  | 15 | 38 | 65 | -27 |
|  | 12.  | Zevio                 | 14 | 26 | 5  | 4  | 17 | 35 | 89 | -54 |
|  | 13.  | Nogara                | 12 | 26 | 4  | 4  | 18 | 31 | 63 | -32 |
|  | 14.  | Cadidavid             | 10 | 26 | 4  | 2  | 20 | 32 | 96 | -64 |

Legenda:

      Ammesso alle finali regionali.
Note:

Due punti a vittoria, uno a pareggio, zero a sconfitta.

## Girone B

### Squadre partecipanti
| Squadra                | Città (provincia)        | Stagione 1957-1958 |
| ---------------------- | ------------------------ | ------------------ |
| U.S. Azzurra           | Sandrigo (VI)            |                    |
| A.C. Benvenuto Ronzani | Caldogno (VI)            |                    |
| A.S. Breganze          | Breganze (VI)            |                    |
| Carte Burgo Sez.Calcio | Lugo di Vicenza (VI)     |                    |
| A.S. Ceramiche Novesi  | Nove (VI)                |                    |
| U.S. Cittadellese      | Cittadella (PD)          |                    |
| A.C. Cologna           | Cologna Veneta (VR)      |                    |
| A.C. Lonigo            | Lonigo (VI)              |                    |
| U.S. Malo              | Malo (VI)                |                    |
| A.C. Olimpia           | Cittadella (PD)          |                    |
| Pol. Plateola          | Piazzola sul Brenta (PD) |                    |
| C.S.I. Silva           | Marano Vicentino (VI)    |                    |
| A.C. Thiene            | Thiene (VI)              |                    |
| Pol. "P. Trevisan"     | Villaverla (VI)          |                    |

### Classifica finale
|  | Pos. | Squadra           | Pt | G  | V | N | P | GF | GS | DR |
|  | ---- | ----------------- | -- | -- | - | - | - | -- | -- | -- |
|  | 1.   | Azzurra Sandrigo  | 39 | 26 |   |   |   |    |    | +  |
|  | 2.   | Thiene            | 38 | 26 |   |   |   |    |    | +  |
|  | 3.   | Cittadellese      | 34 | 26 |   |   |   |    |    | +  |
|  | 4.   | Lonigo            | 30 | 26 |   |   |   |    |    | +  |
|  | 4.   | Silva             | 30 | 26 |   |   |   |    |    | -  |
|  | 6.   | Malo              | 29 | 26 |   |   |   |    |    | -  |
|  | 7.   | Olimpia           | 26 | 26 |   |   |   |    |    | -  |
|  | 8.   | Breganze          | 25 | 26 |   |   |   |    |    | -  |
|  | 9.   | Trevisan          | 24 | 26 |   |   |   |    |    | -  |
|  | 10.  | Carte Burgo       | 22 | 26 |   |   |   |    |    | -  |
|  | 11.  | Ceramiche Novesi  | 19 | 26 |   |   |   |    |    | -  |
|  | 11.  | Cologna Veneta    | 19 | 26 |   |   |   |    |    | -  |
|  | 13.  | Benvenuto Ronzani | 16 | 26 |   |   |   |    |    | -  |
|  | 14.  | Plateola          | 13 | 26 |   |   |   |    |    | -  |

Legenda:

      Ammesso alle finali regionali.
Note:

Due punti a vittoria, uno a pareggio, zero a sconfitta.

## Girone C

### Squadre partecipanti
| Squadra                              | Città (provincia)    | Stagione 1957-1958 |
| ------------------------------------ | -------------------- | ------------------ |
| A.C. Abano                           | Abano Terme (PD)     |                    |
| U.S. Adriese                         | Adria (RO)           |                    |
| A.C. "Aldo Ballarin"                 | Rovigo               |                    |
| A.C. Badia                           | Badia Polesine (RO)  |                    |
| U.S. Cadoneghe                       | Cadoneghe (PD)       |                    |
| A.C. Clodia                          | Chioggia (VE)        |                    |
| A.C. Contarina                       | Contarina (RO)       |                    |
| A.C. Conti                           | Cavarzere (VE)       |                    |
| A.C. Dextrosport                     | Castelmassa (RO)     |                    |
| A.C. Este                            | Este (PD)            |                    |
| G.S. Officine Galileo A.C. Battaglia | Battaglia Terme (PD) |                    |
| U.S. Lendinarese                     | Lendinara (RO)       |                    |
| U.S. Petrarca                        | Padova               |                    |
| A.C. Solesino                        | Solesino (PD)        |                    |

### Classifica finale
|  | Pos. | Squadra          | Pt | G  | V  | N  | P  | GF | GS | DR  |
|  | ---- | ---------------- | -- | -- | -- | -- | -- | -- | -- | --- |
|  | 1.   | Lendinarese      | 40 | 26 | 18 | 4  | 4  | 52 | 19 | +33 |
|  | 2.   | Dextrosport      | 36 | 26 | 13 | 10 | 3  | 60 | 30 | +30 |
|  | 3.   | Petrarca         | 31 | 26 | 11 | 9  | 6  | 52 | 35 | +17 |
|  | 4.   | "Aldo Ballarin"  | 29 | 26 | 9  | 11 | 6  | 40 | 30 | +10 |
|  | 4.   | Conti            | 29 | 25 | 10 | 9  | 6  | 39 | 32 | +7  |
|  | 4.   | Solesino         | 29 | 26 | 10 | 9  | 7  | 40 | 40 | 0   |
|  | 7.   | Officine Galileo | 27 | 26 | 7  | 13 | 6  | 39 | 39 | 0   |
|  | 8.   | Clodia           | 25 | 26 | 9  | 7  | 10 | 34 | 41 | -7  |
|  | 9.   | Contarina        | 21 | 26 | 6  | 9  | 11 | 37 | 39 | -2  |
|  | 9.   | Este             | 21 | 26 | 7  | 7  | 12 | 31 | 42 | -11 |
|  | 11.  | Adriese          | 20 | 26 | 8  | 4  | 14 | 21 | 42 | -21 |
|  | 12.  | Badia            | 19 | 26 | 5  | 9  | 12 | 26 | 37 | -11 |
|  | 13.  | Cadoneghe        | 18 | 25 | 6  | 6  | 13 | 28 | 44 | -16 |
|  | 14.  | Abano            | 17 | 26 | 3  | 11 | 12 | 29 | 43 | -14 |

Legenda:

      Ammesso alle finali regionali.
Note:

Due punti a vittoria, uno a pareggio, zero a sconfitta.
Conti Cavarzere e Cadoneghe una partita di meno (partita giocata, risultato non trovato).
All'epoca le squadre a pari punti non avevano discriminante: pari merito.

## Girone D

### Squadre partecipanti
| Squadra                      | Città (provincia)         | Stagione 1957-1958 |
| ---------------------------- | ------------------------- | ------------------ |
| C.S. Coneglianese            | Conegliano (TV)           |                    |
| U.S. Eraclea                 | Eraclea (VE)              |                    |
| G.S. Giorgione               | Castelfranco Veneto (TV)  |                    |
| U.S. Italo Sport-Salzano     | Salzano (VE)              |                    |
| A.C. Jesolo                  | Jesolo (VE)               |                    |
| U.S. La Rondine              | Meolo (VE)                |                    |
| S.S. Libertas                | Ceggia (VE)               |                    |
| G.S. Mira                    | Mira (VE)                 |                    |
| A.C. Montebelluna            | Montebelluna (TV)         |                    |
| A.S. Montello                | Volpago del Montello (TV) |                    |
| U.S. Opitergina              | Oderzo (TV)               |                    |
| C.R.A.L. S.A.V.A. Sez.Calcio | Porto Marghera di Venezia |                    |
| A.C. San Donà                | San Donà di Piave (VE)    |                    |
| A.C. San Stino               | San Stino di Livenza (VE) |                    |

### Classifica finale
|  | Pos. | Squadra             | Pt | G  | V  | N  | P  | GF | GS | DR  |
|  | ---- | ------------------- | -- | -- | -- | -- | -- | -- | -- | --- |
|  | 1.   | Sandonà 1922        | 38 | 26 | 17 | 4  | 5  | 58 | 17 | +41 |
|  | 2.   | San Stino           | 38 | 26 | 16 | 6  | 4  | 62 | 32 | +30 |
|  | 3.   | Coneglianese        | 31 | 26 | 10 | 11 | 5  | 39 | 23 | +16 |
|  | 4.   | S.A.V.A.            | 30 | 26 | 11 | 8  | 7  | 49 | 35 | +14 |
|  | 4.   | Libertas Ceggia     | 30 | 26 | 12 | 6  | 8  | 45 | 33 | +12 |
|  | 6.   | Montebelluna        | 29 | 26 | 14 | 1  | 11 | 65 | 47 | +18 |
|  | 7.   | Eraclea             | 28 | 26 | 9  | 10 | 7  | 37 | 40 | -3  |
|  | 8.   | Italo Sport-Salzano | 24 | 26 | 9  | 6  | 11 | 38 | 44 | -6  |
|  | 9.   | Giorgione           | 22 | 26 | 7  | 8  | 11 | 37 | 45 | -8  |
|  | 10.  | Opitergina          | 21 | 26 | 8  | 5  | 13 | 26 | 40 | -14 |
|  | 11.  | Montello            | 20 | 26 | 7  | 6  | 13 | 31 | 52 | -21 |
|  | 12.  | La Rondine          | 19 | 26 | 5  | 9  | 12 | 32 | 55 | -23 |
|  | 13.  | Jesolo              | 18 | 26 | 5  | 8  | 13 | 27 | 50 | -23 |
|  | 14.  | Mira                | 16 | 26 | 5  | 6  | 15 | 34 | 67 | -33 |

Legenda:

      Ammesso alle finali regionali.
Note:

Due punti a vittoria, uno a pareggio, zero a sconfitta.
Essendo a pari punti, fra San Donà e San Stino è stata disputata una partita di spareggio in campo neutro.

## Finali regionali
I posti assegnati al Veneto dal regolamento del 1952 erano tre.

### Semifinali
Le gare di andata si sono svolte il 3 maggio 1959, quelle di ritorno il 10 maggio.
| Squadra 1        | Totale | Squadra 2         | Andata | Ritorno |
| ---------------- | ------ | ----------------- | ------ | ------- |
| Sandonà 1922     | 3 - 4  | Lendinarese       | 2 - 1  | 1 - 3   |
| Azzurra Sandrigo | 2 - 1  | Libertas Caldiero | 2 - 1  | 0 - 0   |

### Finali
La gara di andata si è svolta il 17 maggio 1959, quella di ritorno il 24 maggio.
Finale 1.-2. posto:
| Squadra 1        | Totale | Squadra 2   | Andata | Ritorno |
| ---------------- | ------ | ----------- | ------ | ------- |
| Azzurra Sandrigo | 5 - 4  | Lendinarese | 3 - 1  | 2 - 3   |

Finale 3.-4. posto:
| Squadra 1         | Totale | Squadra 2    | Andata | Ritorno |
| ----------------- | ------ | ------------ | ------ | ------- |
| Libertas Caldiero | 2 - 2  | Sandonà 1922 | 2 - 1  | 0 - 1   |

Legenda:

il San Donà classificato al 3. posto grazie al sorteggio.
- Classifica Finale: 1. Azzurra Sandrigo; 2. Lendinarese; 3. San Donà; 4. Libertas Caldiero.

## Verdetti finali
- Azzurra Sandrigo, campione veneto del Campionato Nazionale Dilettanti.
- Azzurra Sandrigo, Lendinarese e San Donà sono ammesse alle finali nazionali del Campionato Nazionale Dilettanti.
- Nessuna delle squadre finaliste fu ritenuta idonea dalla Commissione presieduta da Artemio Franchi per essere ammessa al nuovo campionato di Serie D 1959-1960.
- Abano, Cadidavid, Mira e Plateola, retrocesse in Seconda Categoria, furono successivamente ammesse nella nuova Prima Categoria.